# 松平長家
松平 長家（まつだいら ながいえ、生年不詳-天文9年6月6日（1540年7月9日））は、戦国時代の武将。通称安城左馬助。安城長家とも。

## 略歴
松平親忠の7男で安祥城城主。天文9年6月6日、織田信秀に攻められ安祥城において討死した（安城合戦） 。
法名一渓道者。